# Šwierkiewicz Róbert
Šwierkiewicz Róbert (Pécs, 1942. május 29. – 2019. április 25.) festőművész, grafikus, iparművész, keramikus.

## Élete
Vizuális művész, a magyar neoavantgárd jelentős alakja. A Pécsi Művészeti Gimnáziumban érettségizett, majd a Magyar Iparművészeti Főiskola hallgatója volt, mestere: Lantos Ferenc. Alkotói pályafutása során számos médiumban dolgozott: festészet, grafika, kollázs, fotó, installáció, különféle performanszok és művészeti akciók. Pályája nem tagolható korszakokra, indulásától fogva teljes szabadsággal és függetlenséggel munkálkodott a 20. század különféle stílusáramlatainak alkalmazásával. Festményei, objektjei leginkább az arte povera, az absztrakt expresszionizmus, a pop-art és a Fluxus jegyeit viselik magukon.1980 és 1984 között az újpesti Mini Galériát vezette. 1981-től csatlakozott a Nemzetközi Mail-Art Mozgalomhoz, amelynek élete végéig tagja maradt. 1982-ben Lévay Jenővel és Regős Imrével megalapította a XERTOX csoportot, amely 1995-ig működött. A kilencvenes évek elejétől foglalkoztatta az ázsiai kultúra (irodalom, zene, képzőművészet, világnézet), 1993-ban volt lehetősége először Indiába utazni, ami vizuális látásmódjának egy új aspektusát hívta életre. Munkáit ettől fogva egy átfogóbb, egyéni szinkretikus látásmóddal jellemezte.

## Kiállításai

### Egyéni kiállítások
- 1967 • Janus Pannonius Múzeum, Pécs
- 1972 • Fényes Adolf Terem, Budapest (kat.)
- 1975 • Stúdió Galéria, Budapest
  - Uitz Terem, Dunaújváros
- 1976 • Bercsényi Kollégium, Budapest
  - Kassák Klub, Budapest
- 1977 • Hatvany Lajos Múzeum, Hatvan
  - Prizmat G., Krakkó
- 1978 • Műterem kiállítás, Budapest
- 1979 • Pécsi Galéria, Pécs
- 1980 • Minigaléria, Budapest
- 1981 • Egyesült Izzó, Kaposvár
- 1982 • Magyar Nemzeti Galéria, Budapest
  - Studio Arte, Bergamo
  - The Sándor Teszler Library, Wofford Spartanburg Collage (USA)
- 1983 • Herman Ottó Múzeum, Miskolc
- 1984 • Kecskeméti Galéria, Kecskemét
  - Görög templom, Vác
- 1985 • Bercsényi 28-30 Galéria, Budapest
  - Fészek Galéria, Budapest
  - Somogyi Képtár, Kaposvár
- 1986 • Petőfi Irodalmi Múzeum, Budapest
  - Galerie Lècume, Párizs
  - Műterem kiállítás, Budapest
- 1989 • Polaroid sztriptíz, Liget Galéria, Budapest
  - Megyei Könyvtár, Békéscsaba
- 1990 • Budapest Galéria, Budapest (kat.)
  - Magyar Akadémia, Róma
  - Artestudio Bergamo, Ponte Nossa (I)
- 1991 • De Media, Eeklo (B)
  - Vanhan Tlioppilastalon G., Helsinki
  - Fészek Galéria, Budapest
- 1992 • AL Galerie, Stuttgart
- 1993 • AL Galerie Gerlinde Walz, Stuttgart (kat.)
- 1994 • Kelet kezd – Nyugat befejez, Fővárosi Képtár, Budapest (kat.)
  - Éri Galéria, Budapest
  - Óbuda Galéria, Budapest
- 1995 • Hindu szív, Vigadó Galéria, Budapest
  - Liget Galéria, Budapest
  - New Orleans Konzulátus, New Orleans
  - AL Galerie, Stuttgart
  - Fészek Galéria, Budapest
- 1996 • AL Galerie, Frankfurt am Main
- 1997 • Kamiyamada G. (JP)
- 1998 • G. Wyspa [Károlyi Zsigmonddal], Gdańsk
  - Kortárs Művészeti Múzeum/Ludwig Múzeum, Budapest
- 1999 • Szinyei Szalon, Budapest
  - Fészek Galéria, Budapest
  - Laczkó Dezső Múzeum, Veszprém
  - Arcus Galéria, Vác
  - G. “Les Contemporians”, Brüsszel
- 2001 • Kāshi, Budapest Galéria, Budapest

### Válogatott csoportos kiállítások
- 1976 • Magyar Nemzeti Galéria, Budapest
- 1977 • V. Országos Kisplasztikai Biennálé, Pécs
- 1977 • Petőfi Irodalmi Múzeum, Budapest
  - UNESCO Székház, Párizs
- 1980 • Rajzok, Pécsi Galéria, Pécs
- 1981 • Budapesti Történeti Múzeum, Budapest
  - Minigaléria, Budapest
  - XI. Országos Grafikai Biennálé, Miskolc
  - Helikon Galéria, Budapest
- 1982 • Műcsarnok, Budapest
  - Xertox Csoport, Bercsényi 28-30 Galéria, Budapest
- 1987 • Budapest Galéria, Budapest
- 1988 • VI. Esztergomi Fotóbiennálé, Vármúzeum, Esztergom
  - Xertox, Óbudai Pincegaléria, Budapest
- 1989 • Magyar Nemzeti Galéria, Budapest
  - Műcsarnok, Budapest
- 1990 • Magyar Nemzeti Galéria, Budapest
- 1991 • Városi Galéria, Helsinki
- 1992 • Az idegen szép, Barcsay Terem, Budapest
  - A nagy zsuga, Óbudai Pincegaléria, Budapest
  - A nyúl, Óbudai Társaskör Galéria, Budapest

### Művei közgyűjteményekben
- Art Center, Kiotó
- Art Center, Szöul
- Városi Képtár – Deák Gyűjtemény, Székesfehérvár
- Fővárosi Képtár, Budapest
- Szent István Király Múzeum, Székesfehérvár
- Janus Pannonius Múzeum, Pécs
- Ludwig Múzeum – Kortárs Művészeti Múzeum, Budapest
- Magyar Nemzeti Galéria, Budapest
- Musée D’Art Moderne, Párizs
- Metropolitan Museum, Tokió
- Laczkó Dezső Múzeum, Veszprém
- Nemzeti Múzeum, Krakkó
- Petőfi Irodalmi Múzeum, Budapest
- Szépművészeti Múzeum, Budapest

## Díjai, elismerései
- 1980: József Attila-emlékkiállítás, I. díj
  - Mozgó Világ, Aszú-díj
- 1981: a pécsi VII. Országos Kisplasztikai Biennálé díja
  - XI. Országos Grafikai Biennálé, Miskolc, nagydíj
- 1985: a miskolci XIII. Országos Grafikai Biennálé díja
- 1987: FŐFOTÓ díja
- 1990: a Tihanyi Kisgrafikai Biennálé díja
- 1992 Munkácsy Mihály-díj
- 1993: a miskolci XVII. Országos Grafikai Biennálé
- 1998: Soros-ösztöndíj
- 2000: Orientation Grant, New XERTOX indiai ösztöndíj

## Kötetei
- Swierkiewicz Róbert. Transzmisszió '90; kiállításrend. Török Tamás; Budapest Kiállítóterem, Bp., 1990
- "Önfejtágító". 88+88 mail art project; ford. Kozma Zsolt; OGM, Vác, 1992
- In Verehrung dargebrachtes Opfer. Lissabon, Stuttgart, Madras, 1992–1995; AL Galerie Gerlinde Walz, Stuttgart, 1995
- Önfejtágító. Mail art project, 1981; tan. Gyetvai Ágnes, ford. Kozma Zsolt, Bartócz Ágnes; Saranszki Art Solutions, Budaörs, 2010